# Schwabenstreich

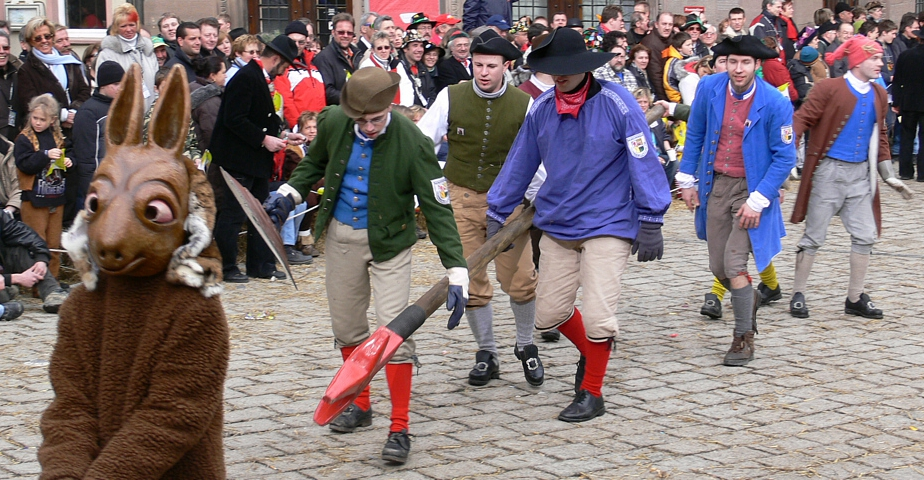
Darstellung der „Sieben Schwaben“ durch die Trommgesellenzunft Munderkingen, Fastnacht 2006

Der Ausdruck Schwabenstreich bezeichnet im deutschen Sprachraum historisch und in der überwiegenden Verwendung eine törichte oder ungeschickte Handlung. Diese negative oder humorvolle Konnotation wird gern auch zusammen mit anderen Negativbezeichnungen (vergl. Entenklemmer) benutzt.
Vor allem im schwäbischen Sprachraum kann der Ausdruck dagegen auch eine oft wagemutige Handlung, die gewisse intellektuelle Fähigkeiten voraussetzt und in der Regel einen vorteilhaften Ausgang für den Handelnden hat, bezeichnen. Allerdings wird die negative Konnotation auch in diesem Sprachraum verstanden.

## Negative Konnotation
Die negativ konnotierte Verwendung, die die ältere ist, nimmt ihren Ursprung in den Erzählungen über die sich ungeschickt verhaltenden sieben Schwaben, die sich bis auf ein Meisterlied von Hans Sachs zurückführen lassen. Ein „Schwabenstreich“ bezeichnet hier eine törichte, alberne Handlungsweise. Auf Grund des Meisterliedes waren die Schwaben lange Zeit die Zielscheibe des Spottes anderer deutscher Stämme wegen der ihnen nachgesagten Unbeholfenheit.
Auch heute findet diese Konnotation in deutschsprachigen Medien Verwendung, sowohl überregional als auch im schwäbischen Sprachraum selbst.

## Positive Konnotation
Die schwäbische, jüngere, Verwendung hat ihren Ursprung in einer Sage aus der Zeit Kaiser Barbarossas (übersetzt: Rotbart). Es handelte sich hierbei um Friedrich I., Kaiser des Heiligen Römischen Reiches von 1152 bis 1190. Bekannt wurde diese Verwendung des Begriffs „Schwabenstreich“ durch die Ballade „Schwäbische Kunde“ (irrtümlich auch „Der wackere Schwabe“ genannt) des schwäbischen Dichters Johann Ludwig Uhland, die zu den Standardwerken der Schulbuchliteratur gehörte, der diese Sage aufgriff, um der landläufigen negativen Konnotation eine Heldengeschichte entgegenzusetzen. Diese wird seitdem innerhalb des Schwäbischen gerne als authentische Version angesehen.
Der Kern der Sage handelt von einem Ritter, der mit seinem erschöpften Pferd dem Heer nicht folgen konnte und von feindlichen Soldaten (Türken) angegriffen wurde. Er wehrte sich heftig, mit Pferd an der einen und Schwert in der anderen Hand und traf einen Gegner so, dass sein Hieb diesen vom Kopf durch den Körper spaltete und durch den Sattel bis tief in den Rücken des Pferdes drang.
Im Gedicht von Uhland wurde dieser Ritter zum Schwaben. Seitdem heißt das geflügelte Wort:
„Zur Rechten sieht man, wie zur Linken, / Einen halben Türken heruntersinken.“
Daraufhin ließen die restlichen Feinde von ihm ab.
Im Gedicht heißt es weiter:
„er (der Kaiser) sprach: Sag an, mein Ritter wert! / Wer hat dich solche Streich' gelehrt?
Der Held bedacht sich nicht zu lang: / Die Streiche sind bei uns im Schwang;
sie sind bekannt im ganzen Reiche, / man nennt sie halt nur Schwabenstreiche.“
Diese Heldentat wurde vom Prediger Abraham a Sancta Clara 1683 in seinem Werk „Auff, auff, ihr Christen!“ dokumentiert. Zeitlich ist sie 1189–1190 einzuordnen im Rahmen des Dritten Kreuzzugs von Friedrich I.

## Weitere aktuelle Benutzung des Begriffs
Ab Juli 2010 wurde der Begriff auch für eine Protestaktion gegen Stuttgart 21 verwendet. Die Aktion wurde von Walter Sittler und Volker Lösch auf dem Stuttgarter Marktplatz bei einer Demonstration gegen Stuttgart 21 initiiert. Alle, die sich am Schwabenstreich beteiligen, sollen jeweils um 19:00 Uhr, wo immer sie sich auch gerade befinden, für eine Minute „infernalisch laut sein“.
Die Frankfurter Allgemeine Zeitung wies dabei auf die Komik der Begriffswahl Schwabenstreich hin, die sich aus dessen ursprünglicher Beschreibung des Kampfes der Schwaben gegen ein Monster, das sich tatsächlich als Hase herausstellt, ergibt.